# العدانة (ذي السفال)

تعديل مصدري - تعديل

العدانة هي إحدى قرى عزلة وادي ضباء بمديرية ذي السفال التابعة لمحافظة إب، بلغ تعداد سكانها 399 نسمة حسب تعداد اليمن لعام 2004.